# Équipe de Colombie des moins de 20 ans de football
Maillots
L'équipe de Colombie de football des moins de 20 ans est une sélection de joueurs colombiens de moins de 20 ans placée sous la responsabilité de la Fédération colombienne de football.
Elle a remporté à trois reprises le Championnat des moins de 20 ans de la CONMEBOL et s'est hissée à la troisième place lors de la Coupe du monde de football des moins de 20 ans de 2003.

## Sélection actuelle
Les joueurs suivants disputeront les Jeux sud-américains de 2022 en octobre 2022.
Gardiens
- Luis Marquines
- Cristian Santander

Défenseurs
- Kevin Mantilla
- Édier Ocampo
- Julián Palacio
- Daniel Pedrozo
- Andrés Salazar
- Steven Valencia

Milieux
- Óscar Cortés
- Daniel Luna
- Alexis Manyoma
- Miguel Monsalve
- Gustavo Puerta
- Jhon Vélez

Attaquants
- Ricardo Caraballo
- Juan Córdoba
- Sebastián Girado
- José Mulato

## Parcours en compétition internationale

### Coupe du monde des moins de 20 ans
- 1977 : Non qualifiée
- 1979 : Non qualifiée
- 1981 : Non qualifiée
- 1983 : Non qualifiée
- 1985 : Quart de finale
- 1987 : Phase de groupes
- 1989 : Quart de finale
- 1991 : Non qualifiée
- 1993 : Phase de groupes
- 1995 : Non qualifiée
- 1997 : Non qualifiée
- 1999 : Non qualifiée
- 2001 : Non qualifiée
- 2003 :  Troisième
- 2005 : Huitième de finale
- 2007 : Non qualifiée
- 2009 : Non qualifiée
- 2011 : Quart de finale
- 2013 : Huitième de finale
- 2015 : Huitième de finale
- 2017 : Non qualifiée
- 2019 : Quart de finale
- 2023 : Quart de finale

### Championnat des moins de 20 ans de la CONMEBOL
- Vainqueur en 1987, 2005 et 2013
- Finaliste en 1988 et 2015